# Blufi
Blufi es una localidad italiana de la provincia de  Palermo, región de Sicilia, con 10.872 habitantes.

Ubicación de la ciudad de Blufi dentro de la provincia de Palermo.

## Evolución demográfica
| Gráfica de evolución demográfica de Blufi entre 1861 y 2001 |
|                                                             |
| Fuente ISTAT - Elaboración gráfica por parte de Wikipedia   |